# George Luks

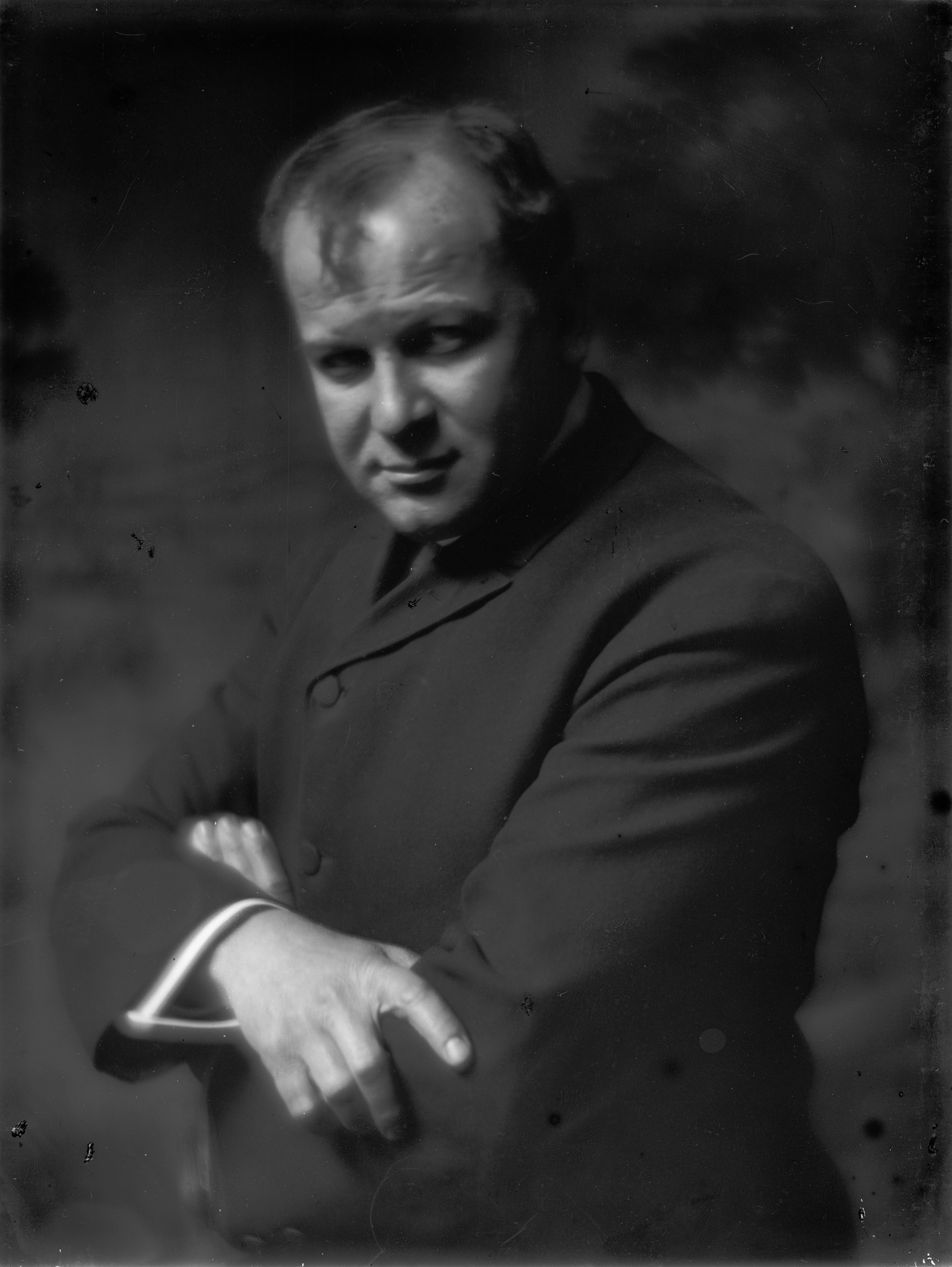
Luks door Gertrude Käsebier, 1910

George Benjamin Luks (Williamsport, 13 augustus 1867 - New York, 29 oktober 1933) was een Amerikaans kunstschilder. Hij was lid van de Ashcan School.

## Leven en werk
Luks was de zoon van Tsjechische emigranten. Zijn vader was arts, zijn moeder was een amateurkunstschilderes en musicienne. Hij studeerde aan de Pennsylvania Academy of the Fine Arts en maakte vervolgens een reis door Europa, waar hij een tijd lang deel uitmaakte van de Düsseldorfse schilderschool. Later verbleef hij nog een tijdje in Londen en Parijs, om in 1893 terug te keren naar Philadelphia. Hij ging er werken als illustrator bij de 'Philadelphia Press' en raakte er bevriend met John Sloan, Robert Henri, William Glackens und Everett Shinn.
In 1896 verplaatste Luks zijn werkterrein naar New York, waar ook Sloan, Henri, Shinn en Glackens naartoe zouden trekken. In 1908 zouden ze daar uiteindelijk de schildersgroep The Eight gaan vormen. De leden van The Eight stonden bekend als rebels, werkten vaak in onconventionele technieken en stelden zich tot doel om taferelen uit het contemporaine Amerika uit te beelden, vaak van het alledaagse New Yorkse straatleven. Ze werkten in een realistische stijl en worden gezien als de grondleggers van het Amerikaans realisme. The Eight groeiden later uit tot de Ashcan School.
Op latere leeftijd schilderde Luks ook steeds vaker landschappen en portretten, met duidelijk impressionistische invloeden. Hij nam in 1913 deel aan de Armory Show. Jarenlang doceerde hij aan de Art Students League of New York en telde onder anderen Norman Raeben onder zijn leerlingen. De flamboyante Luks was een zwaar drinker en leidde een ongezond leven. In 1933 werd hij door een politieman dood gevonden op straat, na een nacht stevig doorzakken in een bar. Hij was 66 jaar oud.
Werk van Luks is te zien in tal van Amerikaanse musea, waaronder het Metropolitan Museum of Art, het Brooklyn Museum, The Phillips Collection in Washington D.C. en het Detroit Institute of Arts. Tijdens de Tweede Wereldoorlog werd een groot Liberty-schip naar hem vernoemd.

## Galerij

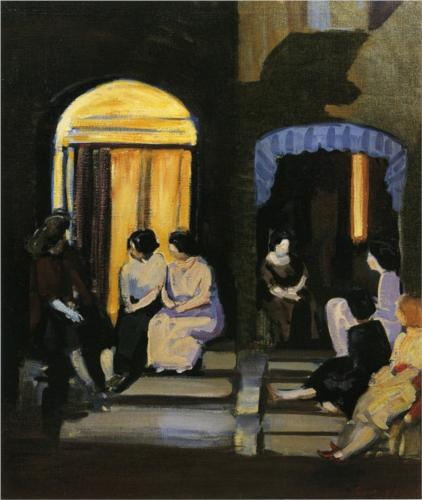
St. Botolph Street
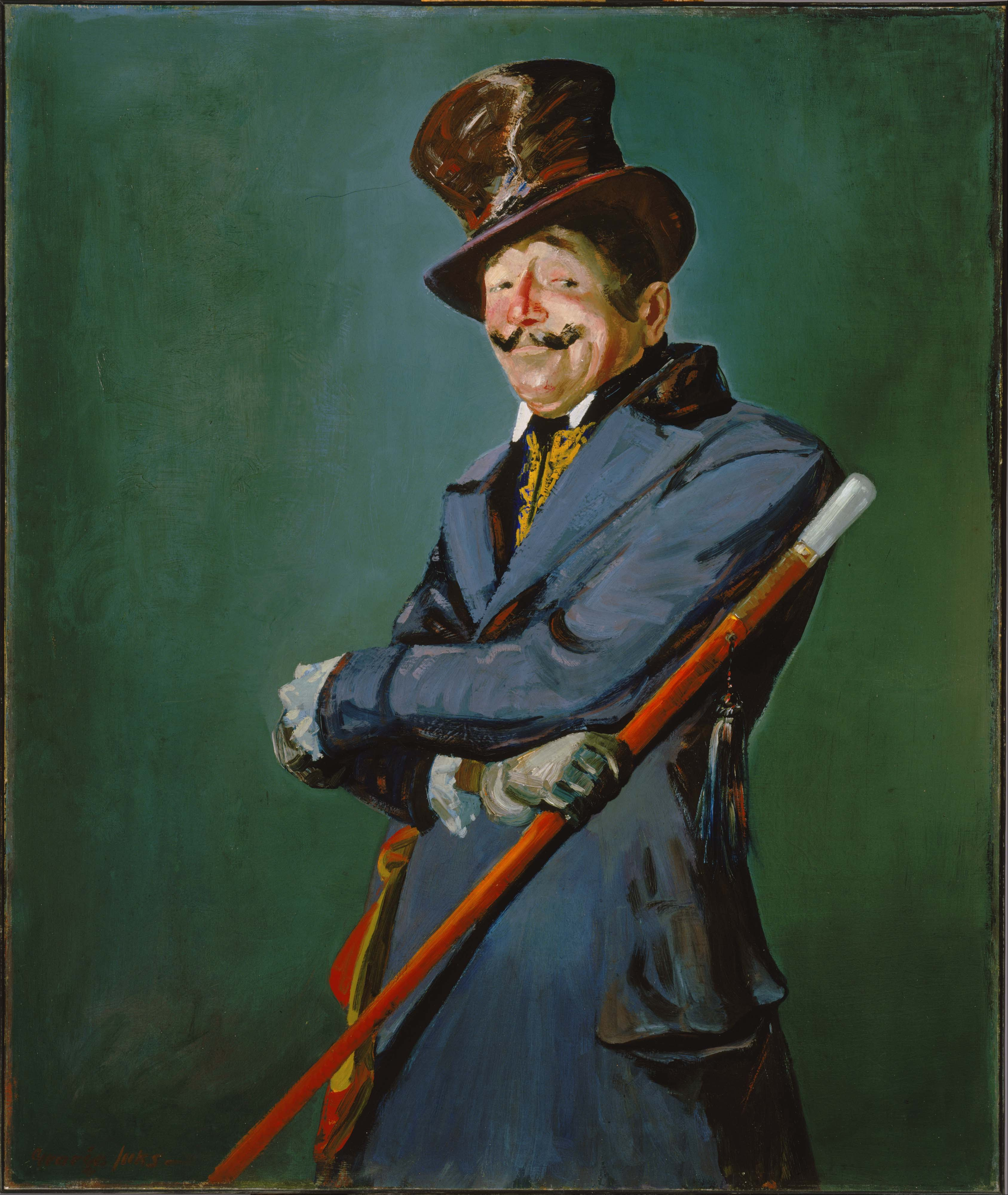
Otis Skinner als Philippe Brideau
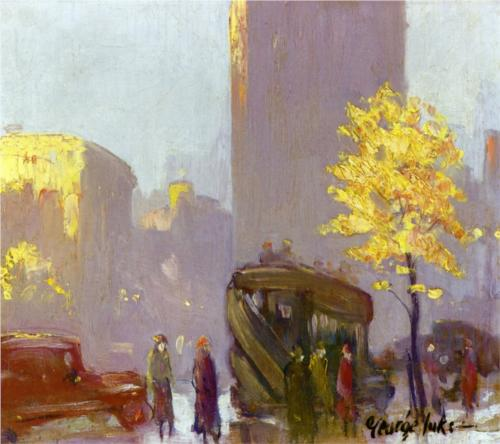
Fifth Avenue, New York
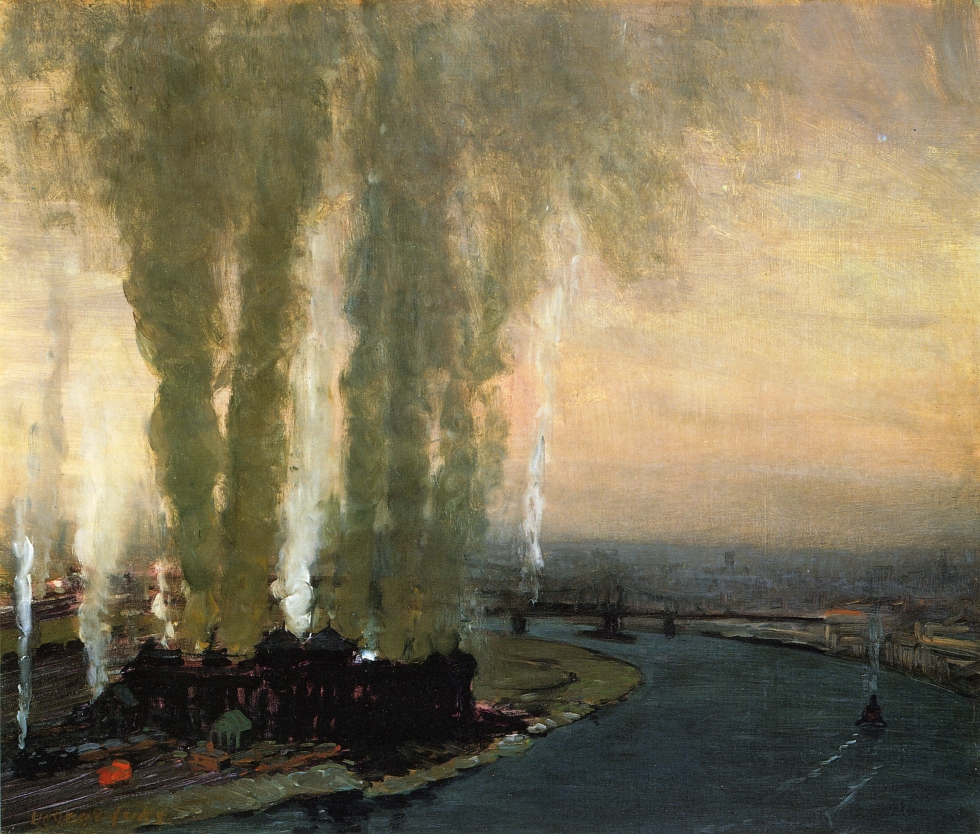
Roundhouse at high bridge
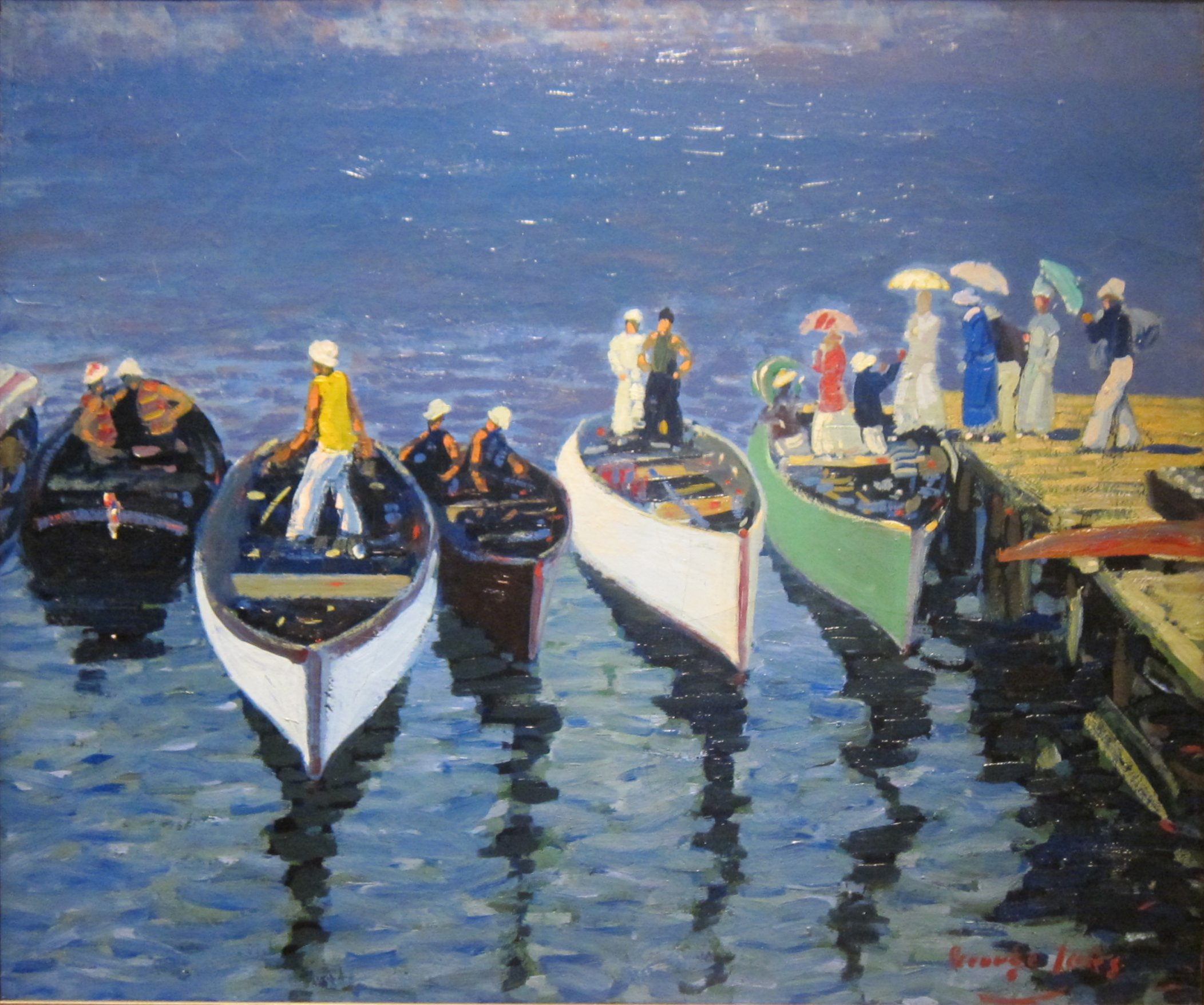
'Holiday on the Hudson'
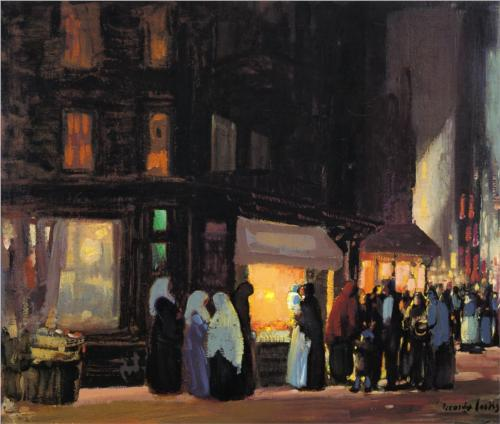
WoolwBleeker and Carmine Streets
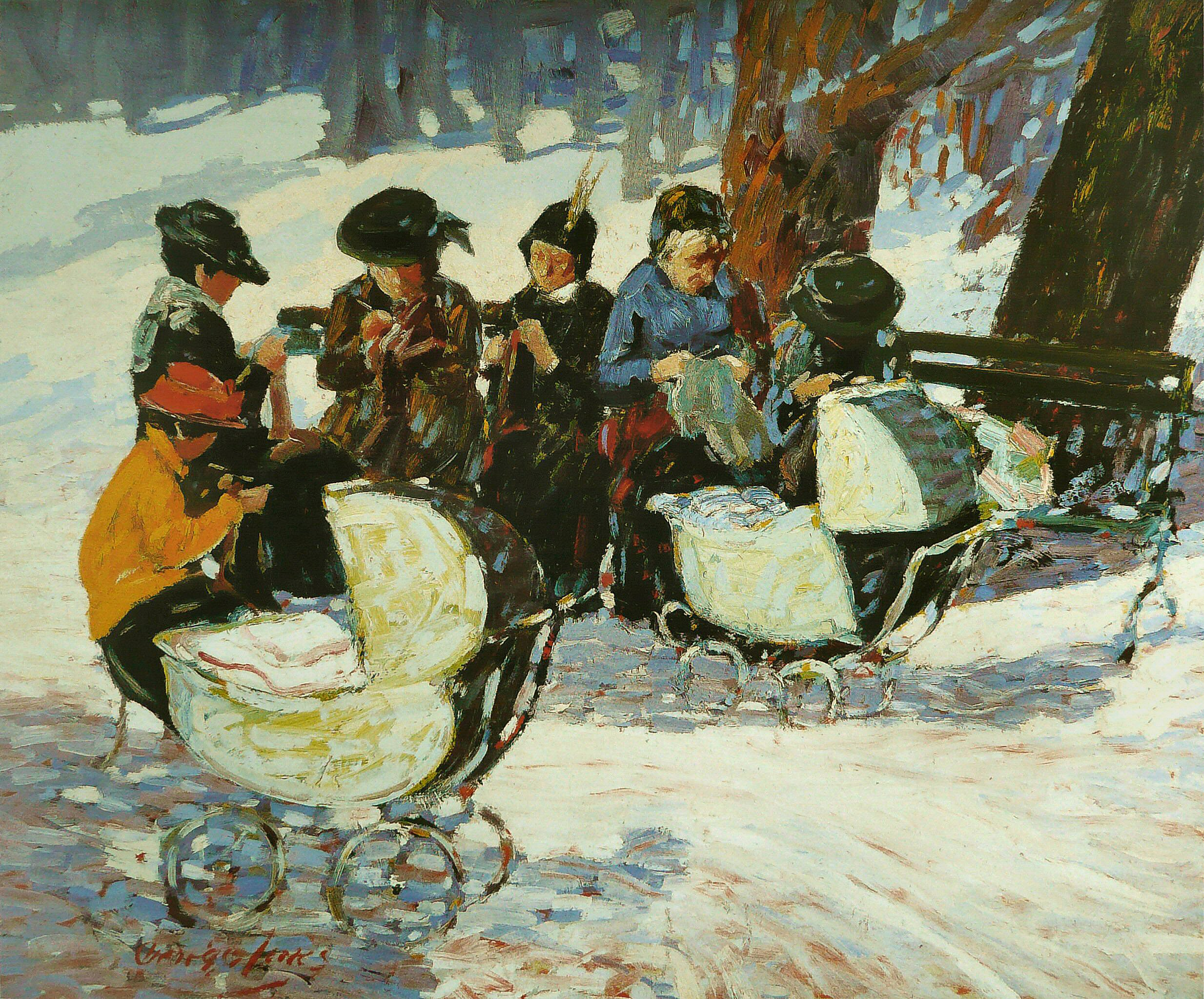
Tricots pour les soldats
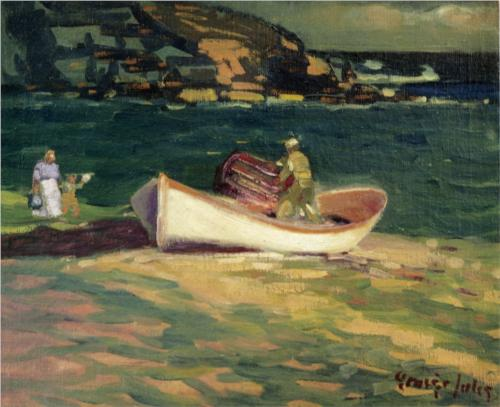
Fishermen, Cape Elizabeth, Maine
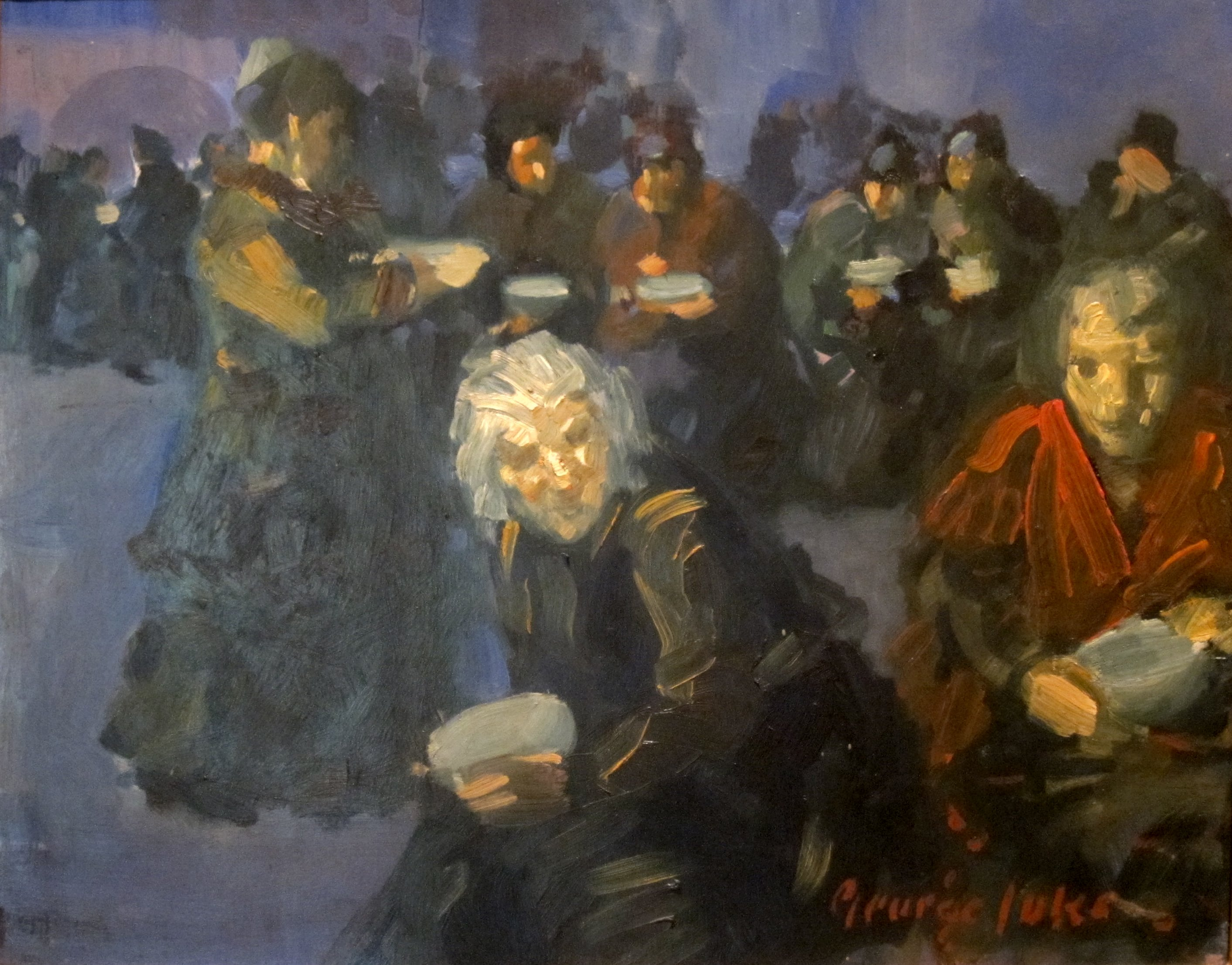
The Bread Line
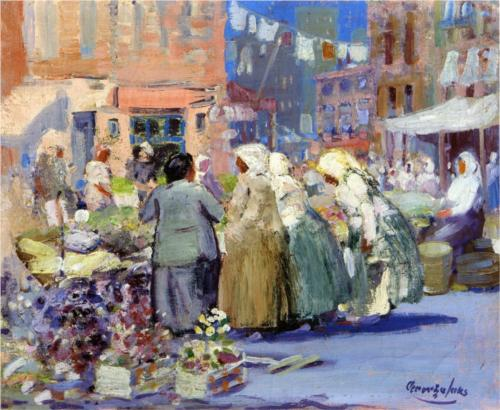
Spring Morning, Houston and Division Streets, New York